# Struktura kryształu
Struktura kryształu – polski film obyczajowy z 1969 roku w reżyserii Krzysztofa Zanussiego, debiut fabularny reżysera nakręcony według własnego scenariusza. Film, na wpół improwizowany i z udziałem naturszczyków, odegrał niebagatelną rolę jako reprezentant trzeciej fali polskiego kina i diagnoza stanu polskiej inteligencji schyłku lat 60. XX wieku.

## Fabuła
Jan i Marek, dobrze zapowiadający się naukowcy, wybrali inne cele życiowe. Marek wrócił z zagranicznego stypendium i zaczyna dobrze rokującą karierę naukową. Jan wybrał życie na wsi jako meteorolog z żoną Anną. Marek przyjeżdża do Jana na prośbę profesora, aby nakłonił Jana do powrotu na uczelnię i podjęcia pracy naukowej. Jan jednak nie zamierza zmieniać niczego w swoim życiu. Marek odjeżdża, obiecując w przyszłości odwiedzić Jana i Annę.

## Obsada
- Barbara Wrzesińska − Anna
- Andrzej Żarnecki − Marek
- Jan Mysłowicz (rolę zagrał anonimowo Krystian Jarnuszkiewicz[3]) − Jan
- Władysław Jarema − dziadek
- Adam Dębski − leśniczy
- Daniel Olbrychski − w roli samego siebie

## Produkcja

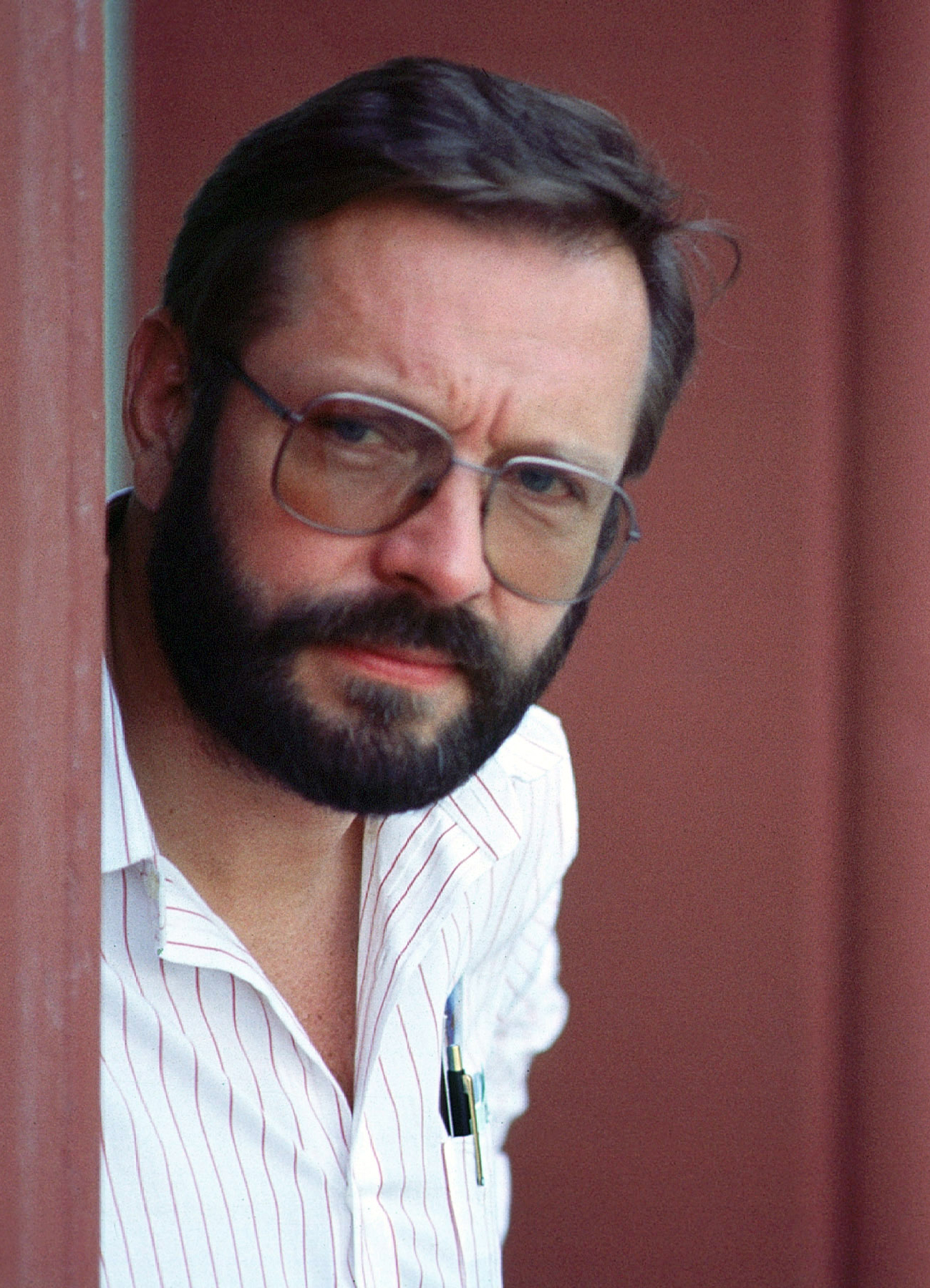
Krzysztof Zanussi, reżyser filmu (1984)

Za wzorzec fabularny dla Zanussiego posłużyły dwa filmy na podobny temat, w których następowała konfrontacja ideałów mieszczańskich i prowincjonalnych: Piękny Serge (1958) Claude’a Chabrola i Intymne oświetlenie (1965) Ivana Passera. W debiutanckim filmie Zanussiego część ról zagrali amatorzy, np. role Jana zagrał anonimowo znany rzeźbiarz Krystian Jarnuszkiewicz (brat prof. ASP Jerzego Jarnuszkiewicza), a dialogi – na wpół improwizowane – układano dopiero na planie filmowym.
Muzykę do Struktury kryształu skomponował Wojciech Kilar. Warstwa muzyczna filmu jest złożona z krótkich, oszczędnych, powtarzających się motywów, granych na wibrafon i flet lub fortepian. Ewelina Boczkowska zauważyła, że ścieżka muzyczna Kilara sprowadza się do ilustracji trzech typów scen: nieudanego porozumienia, niezobowiązujących interakcji społecznych oraz wzajemnej refleksji obu głównych bohaterów.

## Odbiór
Małgorzata Hendrykowska w 1999 roku pisała, iż siła filmu bierze się z konfrontacji dwóch różnych postaw. „Zanussi nie sugeruje, który z wyborów jest dobry, który zły. Nie istnieje możliwość jednoznacznego wyboru; świat jest o wiele bardziej skomplikowany niż mówiły o tym wcześniejsze filmy podporządkowane doraźnym funkcjom propagandowym, dydaktycznym, rozrywce”. Hendrykowska zaznaczała, że Struktura kryształu była filmem nowatorskim w skali polskiej kinematografii, „w którym jedna z głównych ról powierzona zostaje amatorowi; zrealizowanym w naturalnych plenerach i wnętrzach, z naturalnym dźwiękiem, z założeniem, że dialogi filmowe są tylko punktem wyjścia do ich rozwinięcia w interpretacji aktorskiej”.
Marta Hauschild podkreślała, że Struktura kryształu, zaliczana przez nią do trzeciej fali polskiego kina, „jest uznawana za film prekursorski wobec późniejszego nurtu” znanego jako kino moralnego niepokoju. Utorowała bowiem drogę takim reżyserom, jak Agnieszka Holland, Feliks Falk i Krzysztof Kieślowski, którzy wespół z Zanussim mieli dołączyć do wspomnianej formacji. Tadeusz Lubelski w innej interpretacji filmu stawiał tezę, że Struktura kryształu należała do innej formacji określanej mianem Kina Młodej Kultury. Co więcej, konfrontacja dwóch stylów życia była odczytywana przez Lubelskiego jako przejaw różnych postaw inteligencji wobec burzliwych wydarzeń marcowych 1968 roku. O ile Marek wybiera karierę naukową i konformizm, o tyle Jan przekornie zajmuje się „pracą u podstaw”, która w rzeczywistości pozafilmowej miała doprowadzić do konsolidacji części inteligencji przeciwko władzy komunistycznej. Boczkowska dodatkowo interpretowała Strukturę kryształu jako przejaw dwóch różnych postaw samego reżysera, który miotał się podczas studiów między fizyką (Marek) a filozofią (Jan), zanim zdecydował się kręcić filmy. Andrzej Gwóźdź sugerował, że Struktura kryształu powinna się raczej mieścić w kontrowersyjnej kategorii polskiej Nowej Fali, albowiem środki wyrazu użyte przez Zanussiego były wprost inspirowane francuską Nową Falą.
Radosław Domke za Lubelskim twierdził, że Struktura kryształu była nie tylko rewolucją estetyczną, ale też intelektualną. „Polskie kino aż do tej pory zdawało się bowiem nie dostrzegać tak kontrastowych postaw wobec życia, które faktycznie reprezentowało młode pokolenie inteligencji polskiej”.

## Nagrody
| Rok  | Festiwal/instytucja                                              | Nagroda                                                       | Odbiorca               |
| ---- | ---------------------------------------------------------------- | ------------------------------------------------------------- | ---------------------- |
| 1969 | Państwowa Wyższa Szkoła Filmowa, Telewizyjna i Teatralna w Łodzi | Nagroda im. Andrzeja Munka                                    | Krzysztof Zanussi      |
| 1970 | Międzynarodowy Festiwal Filmowy w Mar del Plata                  | Nagroda za scenariusz                                         | Krzysztof Zanussi      |
| 1970 | Międzynarodowy Festiwal Filmowy w Mar del Plata                  | Nagroda argentyńskich krytyków filmowych za debiut reżyserski | Krzysztof Zanussi      |
| 1970 | Międzynarodowy Festiwal Filmowy w Mar del Plata                  | Nagroda Federacji Argentyńskich Klubów Filmowych              | Krzysztof Zanussi      |
| 1970 | Lubuskie Lato Filmowe                                            | Nagroda za zdjęcia                                            | Stefan Matyjaszkiewicz |
| 1970 | Klub Krytyki Filmowej Stowarzyszenia Dziennikarzy Polskich       | Syrenka Warszawska w kategorii filmu fabularnego              | Krzysztof Zanussi      |
| 1970 | Międzynarodowy Festiwal Filmowy w Valladolid                     | Premio Cidad de Valladolid                                    | Krzysztof Zanussi      |
| 1970 | Międzynarodowy Festiwal Filmowy w Panamie                        | nagroda specjalna                                             | Krzysztof Zanussi      |
| 1970 | Międzynarodowy Festiwal Filmowy w Kolombo                        | II nagroda                                                    | Krzysztof Zanussi      |